# Vodňany

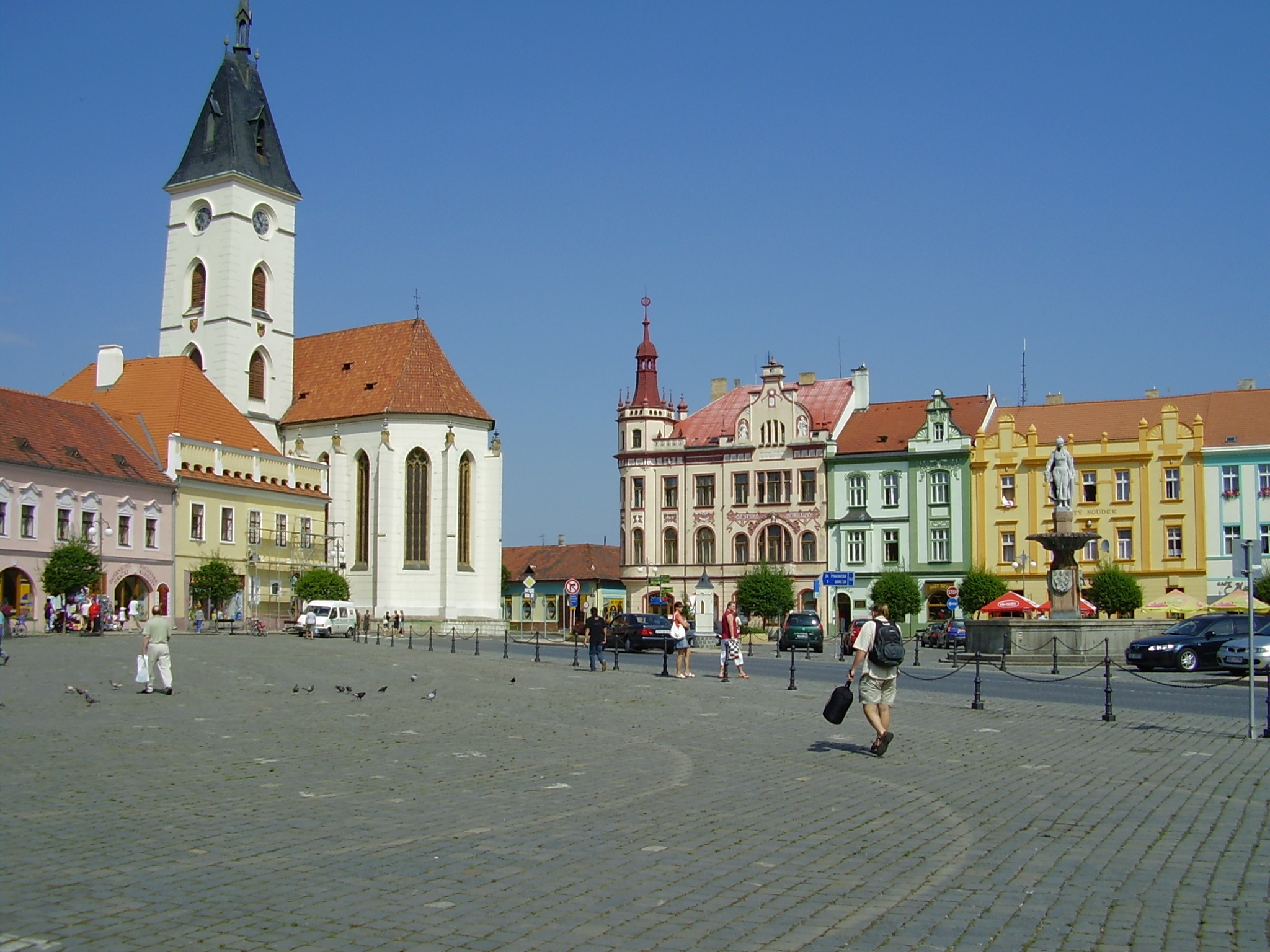
Vodňany

Vodňany [ˈvɔdɲanɪ] (deutsch Wodnian) ist eine Stadt in Tschechien. Sie liegt 28 Kilometer nordwestlich des Stadtzentrums von Budweis und gehört zum Okres Strakonice.

## Geographie

### Geographische Lage
Vodňany befindet sich am rechten Ufer der Blanice im Nordwesten des Budweiser Beckens. Im Norden und Osten der Stadt befinden sich große Teiche. Östlich von Vodňany verläuft die Trasse der Staatsstraße 20 / E 49 zwischen Písek und Budweis, von der nordöstlich von Vodňany die Staatsstraße 22 nach Strakonice abzweigt.

### Stadtgliederung
Die Stadt Vodňany besteht aus den Stadtteilen Čavyně (Tschawin), Hvožďany (Hwoschdian), Křtětice (Kretietitz), Pražák (Praschak), Radčice (Ratschitz), Újezd (Großaujest), Vodňanské Svobodné Hory (Wodnianer Freidorf), Vodňany I und Vodňany II.

### Nachbargemeinden
Nachbarorte sind Křtětice und Radčice im Norden, Milenovice und Čavyně im Nordosten, Číčenice und Strpí im Osten, Újezd, Hvožďany, Svatá Máří Magdaléna und Chelčice im Süden, Stožice im Südwesten, Pražák im Westen sowie Krašlovice im Nordwesten.

## Geschichte
Am Übergang des 12. zum 13. Jahrhundert wurden an der Blanice Goldseifen betrieben. Am rechten Ufer des Flusses entstand das Fischerdorf Vodna. An der Stelle dieser Ansiedlung wurde wahrscheinlich zu Zeiten Ottokars II. Přemysl die heutige Stadt angelegt. 1327 schenkte Wilhelm von Landstein im Auftrag des Königs Johann von Luxemburg das Patronatsrecht über die Kirche von Wodnian dem Stift Schlägl. 1336 verlieh Johann von Luxemburg Wodnian die Stadtrechte. Zusammen mit Písek und Budweis bildete die Königsstadt Vodňany ab 1400 eines der Machtzentren der böhmischen Krone in Südböhmen. Während der Hussitenkriege eroberte Jan Žižka 1420 die Stadt und machte sie nach grausamen Verfolgungen Andersgläubiger zu einem Bollwerk der Taboriten. 1441 brach in Wodnian eine Seuche aus, die als Pest bezeichnet wurde, und einen Großteil der Bevölkerung das Leben kostete.
Im Laufe des 15. Jahrhunderts entstanden weitere Teiche und Vodňany wurde zu einem Zentrum der südböhmischen Fischzucht. Nachdem in den Hügeln des Böhmerwald – Vorlandes Silbervorkommen entdeckt wurden, entstand südwestlich der Stadt am Svobodná hora (647 m) die Bergbausiedlung Vodňanské Svobodné Hory. 1547 wurde Vodňany zur Königlichen Bergstadt erhoben und erhielt ein Wappen.
Zu Beginn des Dreißigjährigen Krieges wurde die Stadt Wodnian im Juni 1619 nach der Schlacht bei Sablat – zwischen den Dörfern Groß- und Klein Sablat bei Wodnian- zwischen den Söldnern der Feldherren Peter Ernst II. von Mansfeld und Charles Bonaventure de Longueval, Comte de Bucquoy um die Vormachtstellung in Südböhmen geplündert und verwüstet. 1623 erhielt sie Feldmarschall Don Baltasar von Marradas von Kaiser Ferdinand II. von Habsburg als Pfand und danach zu Eigentum. Der Neffe Don Francisco de Marradas Graf von Solent verkaufte diese 1661, zusammen mit dem Herrschaftssitz Frauenberg an der Moldau an Johann Adolf Reichsfürst zu Schwarzenberg. In den Jahren 1722, 1757 und 1782 vernichteten Stadtbrände große Teile von Vodňany, dadurch verlor die Stadt an Bedeutung. Durch die Toleranzpatente des österreichischen Kaisers Josef II. besserte sich nach dem Jahr 1782 die wirtschaftliche Lage der Stadt durch den Zuzug von Neubürgern. Beim Ausbau der Stadt wurden in der 1. Hälfte des 19. Jahrhunderts die Stadttore abgetragen.
Nach der Gründung der Tschechoslowakei entstand 1920 eine Mittlere Fischereischule.
1939 bis 1945 gehörte Wodnian zum Protektorat Böhmen und Mähren.
Vodňany ist nach der Gründung der Republik Tschechien (seit 1993) Sitz des Forschungsinstitutes für Fischerei und Hydrobiologie der Südböhmischen Universität zu Budweis.

## Städtepartnerschaften
- Aarwangen, Schweiz
- Oravský Podzámok, Slowakei
- Sieraków, Polen
- Wartberg ob der Aist, Österreich
- Zlaté Hory, Tschechien

## Kultur und Sehenswürdigkeiten
- Dekanatskirche Mariä Geburt. Das seit 1317 nachweisbare Bauwerk mit gotischem Presbyterium wurde zwischen 1894 und 1897 nach den Plänen von Josef Mocker neugotisch umgestaltet. An der Erneuerung der Innenausstattung wirkte der Maler Mikoláš Aleš mit.
- Brunnen auf dem Markt, ursprünglich Barock. Neuerbaut 1928 mit einer allegorischen Statue von Freiheit (Bildhauer Josef Kvasnička).
- Befestigungsanlagen und Wassergräben aus dem 15. Jahrhundert.
- Spitalkirche Johannes des Täufers, erwähnt 1414, neu erbaut 1844. Der Friedhof wurde in den 1980er Jahren liquidiert.
- ehemalige Apotheke am Markt, mit Renaissance-Attika. Geburtshaus des Schriftstellers František Herites.
- Städtische Galerie und Museum (1905) im Rathaus am Marktplatz (Sammlungen von Bildern, Statuen, Waffen, Gefäße, Möbel und Schmuck, Gedenkzimmer von Julius Zeyer).
- Denkmal für Petr Chelčický im Zeyer-Garten.
- frühere Synagoge. Wodnian / Vodnany hatte durch die Toleranzpatente der Jahre 1782–1785 des  Kaisers Joseph II. von Habsburg eine jüdische Gemeinde von Handelsleuten, welche eine Synagoge errichtete. Diese israelitische Kultusgemeinde hörte auf zu bestehen, als ab 1939 das Protektorat Böhmen und Mähren als Besatzungsareal des Deutschen Reiches bis 1945 bestand. Heute ist die Zweigstelle des Stadtmuseums darin untergebracht.
- Jüdischer Friedhof.

## Persönlichkeiten

### Söhne und Töchter der Stadt
- Jan Campanus Vodňanský (1572–1622), tschechischer Schriftsteller, Komponist und Rektor der Karls-Universität Prag
- František Herites (1851–1929), tschechischer Schriftsteller
- Váša Příhoda (1900–1960), einer der größten Geiger der ersten Hälfte des 20. Jahrhunderts. Wurde im Juni 2016 von Wien nach Vodňany umgebettet.

### Persönlichkeiten, die mit Vodňany in Verbindung stehen
- Julius Zeyer, tschechischer Schriftsteller lebte von 1887 bis 1899 in Vodňany